# Sidse Babett Knudsen
Sidse Babett Knudsen R. (født 22. november 1968) er en dansk skuespiller. Hun er uddannet fra Theatre De L'Ombre i Paris i 1990 og har siden medvirket i flere danske film og tv-serier, blandt andet Let's get lost (1997), Den eneste ene (1999), Monas verden (2001), Efter brylluppet (2006), Kapgang (2014), Borgen (2010-2022), Kød og blod (2020), Undtagelsen (2020) og Vogter (2024).
Hun har desuden medvirket i udenlandske film og tv-serier, blandt andet The Duke of Burgundy (2014), Hermelinen (2015), Inferno (2016), A Hologram for the King (2016), Westworld (2016), Kvinden fra Brest (2017) og Electric Dreams (2017). For sine præstationer har hun modtaget adskillige priser og nomineringer, blandt andet Bodil- og Robert-priser samt en Emmy Award-nominering og modtaget en César Award og en Monte-Carlo TV Festival-pris, ligesom hun i 2014 blev udnævnt til ridder af den franske orden for kunst og litteratur, L'Ordre des Arts et des Lettres og i 2022 til ridder af Dannebrog.

## Opvækst
Knudsen blev født den 22. november 1968 i København som datter af fotograf Ebbe Knudsen og skolelærer Susanne Knudsen. I alderen fem til syv år boede hun med sine forældre i Tanzania, da hendes mor fik et job på en skole gennem Mellemfolkeligt Samvirke, mens hendes far fotograferede og underviste i fotografi. Knudsen gik først på en afrikansk skole som den eneste ikke-afrikaner i klassen, men da hun ikke kunne finde sig til rette der, kom hun senere til at gå på en international skole. Efter to år i Tanzania flyttede familien tilbage til København, hvor Knudsen gik på Bernadotteskolen i Hellerup. Hendes onkel var filmoperatør i Palads i København, og hun havde derfor fripas til de mange sale, og det var her, hun som 9-årig blev sikker på, at hun ville være skuespiller: "...Jeg vidste, at jeg ville være skuespiller, og jeg vidste, at det var svært. At der ikke var mange, der fik lov til det...".
Efter en ferie til Paris som 16-årig besluttede hun sig for at flytte til byen efter gymnasiet og fik arbejde som au pair. Jobbet sagde hun dog op efter kort tid og arbejdede efterfølgende som bartender, tjener, hundelufter og rengøringshjælp, mens hun søgte ind på forskellige teaterskoler i Frankrig. Til trods for sit dårlige fransk og sin alternative optagelsesprøve blev hun i 1987 optaget på den nyligt oprettede Theatre De L'Ombre i Paris: "...Så gik jeg til optagelsesprøve, hvor jeg skulle fremføre en tekst foran et panel af lærere fra skolen. Som forberedelse lærte jeg en tekst fonetisk, men jeg blev forfærdelig nervøs ...[...]... Min tunge kunne pludselig intet af det fonetiske, og der kom mærkelige lyde ud i stedet. Jeg ved ikke helt, hvad der skete, men for at kompensere begyndte jeg at kaste mig fysisk over de møbler, jeg havde til min disposition. Kaste lidt rundt med dem og opføre mig som et vildt dyr. Det syntes panelet åbenbart var virkelig spændende. [...] I hvert fald blev jeg optaget..."

## Karriere

### 1990-2003: Gennembrud,Let's get lost,Den eneste ene
Efter endt uddannelse i 1990 gik Knudsen og andre fra hendes årgang sammen om at lave et teaterkompagni, som de turnerede med on and off i de følgende 2-3 år. Hun vendte tilbage til Danmark i 1994 efter at være blevet tilbudt at medvirke i Peer Gynt på Teater Får302 i København. Gennem teatergruppen har hun siden medvirket i Manden og kvinden på Mungo Park Teater i 1996, Dage på toppen i 1997, Alice i underverdenen på Betty Nansen Teatret i 1998 og Galileis Liv ligeledes på Betty Nansen Teatret i 1999.
Hun debuterede i 1995 i julekalenderen Juletestamentet instrueret af Nikolaj Cederholm, hvor hun i rollen som Mercedes spillede over for bl.a. Niels Anders Thorn, Lotte Andersen, Paprika Steen og Morten Hauch-Fausbøll. Kort tid efter var hun til prøvefilmning på Den Danske Filmskole i København, hvor hun mødte den instruktør-studerende Jonas Elmer, som tilbød hende at medvirke i hans midtvejsfilm. Elmer ønskede at eksperimentere med improvisation og udstyrede derfor skuespillerne i filmen med et meget vagt manuskript, hvorfra de skulle improvisere deres egne roller, dialog og handling. Eksperimentet blev til filmen Let's get lost (1997), hvor hun spillede hovedrollen som Julie over for bl.a. Troels Lyby, Nicolaj Kopernikus, Jesper Asholt, Bjarne Henriksen og Mette Horn. Filmen blev modtaget med flotte anmeldelser, og vandt Bodil- og Robert-prisen for bedste danske film, mens Knudsen for sin filmdebut vandt sin første Bodil- og Robert-pris for bedste kvindelige hovedrolle. I 1997 medvirkede hun også i kortfilmene Fanny Farveløs og En stille død. I 1998 medvirkede hun i Steen Rasmussens og Michael Wikkes mysterie-komedie Motello, og i miniserien for børn, Drengen de kaldte Kylling i rollen som mor til pigen, som Kylling forsøger at imponere. Samme år medvirkede hun også i to afsnit af TV 2 dramaserien Strisser på Samsø.
Hun fik sit store gennembrud i 1999, da hun spillede hovedrollen i Susanne Biers romantiske komedie Den eneste ene, hvor hun spillede overfor bl.a. Niels Olsen, Paprika Steen, Sofie Gråbøl og Rafael Edholm. Filmen, der stod ud i en periode, hvor dogmefilm var populære, blev en stor publikum- og anmeldersucces, og var en af de mest sete film i 1999 med omkring 850.000 biografbilletter solgt, ligesom den vandt Bodil- og Robert-prisen for bedste danske film. For sin rolle som den gravide Sus, hvis kærlighedsliv vendes på hovedet, vandt hun endnu en Bodil- og Robert-pris for bedste kvindelige hovedrolle. Samme år medvirkede hun også i Søren Kragh-Jacobsens dogmefilm Mifunes sidste sang. I 2000 spillede hun hoved- og titelrollen i Trine Piil Christensens drama Max, som den kriminelle Max, der efter løsladelse fra fængslet ønsker hævn over sin far, som var medvirkende til, at hun kom i fængsel. Filmen fik overvejende negative anmeldelser. Samme år medvirkede hun også i børne/ungdomsfilmen Mirakel af Natasha Arthy, hvor hun spillede hovedpersonen Dennis' mor, Mona.
I 2001 medvirkede hun igen i en Jonas Elmer-produktion med komedien Monas Verden. Ligesom med Let's get lost skulle Knudsen og de øvrige skuespillere, heriblandt Thomas Bo Larsen, Klaus Bondam og Jesper Asholt, igen improvisere deres karakterer og dialog, men som noget nyt i tiden, brugte Elmer internettet til at få det kommende publikum til filmen til at komme med forslag til replikker og handlingen til filmen, ligesom han delte filmens skridtvise tilblivelse med dem. Filmen blev positivt modtaget , og for sin rolle som den kedelige og triste revisor Mona, der bruger meget tid på at dagdrømme om et bedre liv, modtog Knudsen en Bodil-nominering for bedste kvindelige hovedrolle. Samme år medvirkede hun også i Niels Arden Oplevs komedie Fukssvansen i rollen som Rita.
I 2003 medvirkede hun i Natasha Arthys dogmefilm Se til venstre, der er en svensker i hovedrollen som den konfliktsky Katrine, der får vendt op og ned på sit liv dagen før hendes længe ventede bryllup, og for sin præstation modtog hun en Robert-nominering for bedste kvindelige hovedrolle. Samme år medvirkede hun også i Lars von Triers testindspilning Dogville - The Pilot, som senere på året blev til filmen Dogville. Von Trier ville teste, om hans koncept med at lade en film udspille sig på en komplet bar scene med optegnede felter på gulvet som rumdelere ville fungere, og Knudsen spillede i kortfilmen den kvindelige hovedrolle, Grace, over for Nikolaj Lie Kaas. I 2004 medvirkede hun i den dansk-irsk producerede krimi-drama-serie Beviset i rollen som Nina Kutpreka. Samme år medvirkede hun også i Erik Clausens drama Villa paranoia og i Peter Flinths familiefilm Fakiren fra Bilbao.

### 2006-2015:Efter brylluppet, Borgen, Hermelinen
Knudsen medvirkede i 2006 i Susanne Biers drama Efter brylluppet, hvor hun spillede overfor bl.a. Mads Mikkelsen, Rolf Lassgård og Stine Fischer Christensen. Filmen modtog stor ros og international anerkendelse, da den blev nomineret til en Oscar for bedste internationale film i 2007, og blev genindspillet på engelsk under navnet After the Wedding i 2019 med bl.a. Julianne Moore og Michelle Williams på rollelisten. For sin præstation som Helene, der til sin datters bryllup, møder sin tabte store kærlighed for første gang i 20 år, modtog Knudsen både en Bodil- og Robert-nominering for bedste kvindelige hovedrolle. I 2007 medvirkede hun i Paprika Steens komedie-drama Til døden os skiller, hvor hun spillede den hjemmegående og voldelige hustru Bente overfor Lars Brygmann, Nikolaj Kopernikus og Rasmus Bjerg. Filmen modtog blandede anmeldelser. I perioden 2004 til 2006 medvirkede Babett Knudsen i Tivoli Varietén, ledet af Søren Østergaard, som afholdt forestillinger i Glassalen i Tivoli. Hun optrådte med flere roller, hvor de mest mærkværdige var som russisk hypnotisør Svetlana Arte, som stærkeste kvinde i Skandinavien og som Fænomenet Anita. I 2008 og i 2009 medvirkede hun i henholdsvis Rasmus Heides debut komedie Blå mænd, som den lesbiske fantast Lotte og i Charlotte Sielings drama Over gaden under vandet. Begge film modtog blandede anmeldelser.
I 2010 indtog Knudsen hovedrollen i DRs politiske drama-serie Borgen i rollen som statsminister og politiker, Birgitte Nyborg. Serien, der er skabt af Adam Price og følger livet på Christiansborg, blev modtaget med stor ros og anerkendelse, da den modtog en BAFTA-pris for bedste internationale tv-serie, og Knudsen modtog for sin rolle som den hårdtprøvede politiker, der kæmper for at skabe balance mellem sit arbejde og sit privatliv, en Emmy-nominering for bedste kvindelige hovedrolle og vandt den prestigefyldte tv-pris Golden Nymph ved Monte-Carlo Television Festival i Monaco - en pris som hun fik overrakt af Prins Albert. Medvirkende i serien er bl.a. Birgitte Hjort Sørensen, Søren Malling, Freja Riemann, Pilou Asbæk og Benedikte Hansen. Knudsen genoptog rollen i de efterfølgende to sæsoner i 2011 og 2013.
Knudsen spillede i 2010 overfor Nikolaj Lie Kaas og Søren Pilmark i komediefilmen Parterapi, som hustruen i et ægtepar, der for at kunne finansiere købet af deres drømmehjem, har en logerende boende, som agerer parterapeut på godt og ondt. Filmen modtog overvejende negative anmeldelser, og kritiserede skuespillernes præstation såvel som de fordomme, filmen opstillede, og filmen blev ikke en kommerciel succes. I 2012 medvirkede hun i Hella Joofs romantiske komedie Sover Dolly på ryggen? i rollen som den skrappe og lesbiske chef, Sandra, overfor Lena Maria Christensen, Nikolaj Lie Kaas og Mia Lyhne. Filmen modtog overvejende positive anmeldelser, men Knudsens rolle fik kritik for at være malplaceret. I august 2013 var Babett Knudsen for første gang vært ved comedy-awardshowet Zulu Comedy Galla, som blev afholdt i Operaen i København.
Efter år med mindre vellykkede filmprojekter, medvirkede Knudsen i 2014 i Niels Arden Oplevs drama Kapgang, som omhandler den unge Martin og hans indtræden i puberteten og voksenlivet i 1970'ernes Sydjylland. Knudsen spillede veninden, Lizzi, til Martins afdøde mor, og for sin præstation modtog hun både en Bodil- og Robert-nominering for bedste kvindelige birolle. Filmen modtog positive anmeldelser og blev nomineret til bedste danske film ved Bodil- og Robert-uddelingerne. Samme år medvirkede hun også i det britiske erotiske drama The Duke of Burgundy af Peter Strickland, som modtog stor ros og anerkendelse. For sin præstation som den lesbiske og dominerende Cynthia, hvis parforhold pludselig ændrer balance, modtog Knudsen stor ros og modtog adskillige nomineringer som fx International Online Cinema Awards for bedste kvindelige skuespiller og hun vandt Juryens pris for bedste kvindelige skuespiller ved Torino Film Festival. Endelig medvirkede hun i 2014 også i DRs historiske drama-serie 1864, der skildrer Danmarks nederlag ved den 2. slesvigske krig. Serien havde premiere på 150 års-jubilæet for slaget og blev modtaget med positive anmeldelser.
I 2015 medvirkede Knudsen i Christian Vincents franske drama Hermelinen i rollen som den danske læge Ditte, der indkaldes som nævning i en retssag, hvor hun tidligere har haft et romantisk forhold til dommeren. Filmen modtog overvejende positive anmeldelser, og for sin præstation vandt Knudsen den prestigefyldte franske filmpris César-prisen for bedste kvindelige birolle.

### 2016-2020:Inferno, Westworld, Kød & Blod
2016 var et stort internationalt år for Knudsen, da hun medvirkede i hele fire internationale produktioner, hvoraf hun spillede overfor Tom Hanks i to af dem. I Tom Tykwers komedie-drama A Hologram for the King, spillede Knudsen over for Tom Hanks i rollen som den offentligt udsendte Hanne i den danske ambassade i Saudi Arabien. Filmen modtog blandede anmeldelser, og blev ikke anset som kommerciel succes, da det blev den lavest indtjenende film med Tom Hanks i hovedrollen siden Every Time We Say Goodbye (1986). I Ron Howards action-mysterie-thriller Inferno, som er den tredje filmatisering af Dan Browns bestseller-serie, som inkluderer Da Vinci Mysteriet (2000) og Engle og Dæmoner (2009), spillede Knudsen igen over for Hanks i rollen som WHO-direktøren Dr. Elizabeth Sinskey, der hjælper Robert Langdon med at stoppe et verdenstruende våben. Filmen, der blev indspillet hovedsageligt i Venedig i Italien, modtog overvejende negative anmeldelser og blev bl.a. kaldt den dårligste filmatisering i serien. I 2016 medvirkede Knudsen også i det franske autentiske drama Kvinden fra Brest, der er baseret på virkelig hændelser om den franske læge Irène Frachons opdagelser, som i 2010 ledte til en af de største sundhedsskandaler i Frankrigs historie. Filmen modtog overvejende positive anmeldelser, og til trods for Knudsens svage danske accent (som i filmen blev tilskrevet en dansk baggrundshistorie) modtog Knudsen en nominering for bedste kvindelig hovedrolle ved César-prisuddelingen. Endelig medvirkede Knudsen i 2016 også i første sæson af HBOs dystopiske science fiction-western-serie Westworld, baseret på filmen af samme navn fra 1973, i rollen som Theresa Cullen, chef for kvalitet- og sikkerhed af tema-og underholdningsverdenen, Westworld. Knudsen fik rollen en Skype-samtale med skaberne af Westworld; ægteparret Jonathan og Lisa Joy Nolan.  Serien blev hurtigt en stor succes, og modtog flere Emmy-priser og nomineringer, og sammen med sine medskuespillere, som bl.a. Evan Rachel Wood, Ed Harris, Luke Hemsworth, Anthony Hopkins og James Marsden blev Knudsen nomineret til en Screen Actors Guild Award for bedste ensemble i 2017.
I 2017 medvirkede Knudsen i Antti-Jussi Annilas finske drama Den evige vej, baseret på Antti Tuuris' roman fra 2011, i rollen som Sara, hvis mand i 1930'ernes Finland bliver kidnappet af nationalister fra Lappobevægelsen og må flygte. Filmen blev modtaget med positive anmeldelser og for sin rolle som Sara modtog Knudsen den finske filmpris Jussi-prisen for bedste kvindelige birolle. Samme år medvirkede Knudsen også i et afsnit af den antologiske science fiction-serie Electric Dreams baseret på Phillip K. Dicks værker. I 2018 havde hun en mindre birolle i den britiske horror-komedie In Fabric af Peter Strickland, og samme år lagde hun stemme til Vitellos mor i den animerede børnefilm Vitello og den efterfølgende tv-serie baseret på filmen, ligesom at hun lagde stemme til en dansk kvinde i afsnittet “Throw Grandpa from the Dane” af The Simpsons
Efter fem år vendte Knudsen i 2019 tilbage til dansk film, da hun medvirkede i Jesper W. Nielsens thriller Undtagelsen i rollen som forskeren Anne-Lise, der sammen med sine kollegaer modtager dødstrusler og snart ikke ved, hvem de kan stole på. Samme år medvirkede hun også i den norske eventyr- og fantasy-film Askeladden – i Soria Moria slott (baseret på det norske folkeeventyr om Askeladden), den fransk-britiske thriller The Translators og i den britiske drama-serie The Accident.

### 2020-nu
I 2020 medvirkede hun i Jeanette Nordahls debut, krimi-dramaet Kød og blod, hvor hun spillede overfor bl.a. Sandra Guldberg Kampp og Joachim Fjelstrup. Filmen modtog positive anmeldelser og for sin rolle som curlingmor og samtidig overhoved i en dyb kriminel familie, vandt Knudsen sin første Bodil-pris i 20 år for bedste kvindelige birolle. Hun modtog desuden også en nominering i samme kategori for sin rolle i Undtagelsen (2019), og ligeledes to Robert-nomineringer for begge roller i samme kategori. I 2020 medvirkede Knudsen også i det britiske drama Limbo, og i den britiske miniserie Roadkill. I 2021 medvirkede hun desuden i et enkelt afsnit af Apple TV+s komedie-drama-serie Ted Lasso, hvor hun er stemmen bag den kvindelig hovedpersons psykolog.
I april 2020 meddelte DR at Adam Prices succesfulde politiske drama-serie Borgen ville få endnu en sæson, hvor Knudsen ville genindtage sin rolle som politikeren Birgitte Nyborg Christensen. Sæsonen havde premiere i februar 2022 og modtog positive anmeldelser. Den 16. april 2022 blev Knudsen udnævnt til ridder af Dannebrog af Dronning Margrete 2.
I 2022 medvirkede Knudsen i den franske komedie Juste ciel! af Laurent Tirard. I 2023 medvirkede Knudsen i det internationale thriller-drama Club Zero og i et enkelt afsnit af den danske tv-serie Agent af Nikolaj Lie Kaas. Samme år medvirkede Knudsen også i Bille Augusts historiske komedie Ehrengard: Forførelsens kunst, der er baseret på en novelle af Karen Blixen. Knudsen spillede rollen som hertuginde over for Mikkel Boe Følsgaard i kostumer designet af Dronning Margrete 2. Filmen modtog overvejende positive anmeldelser.
I 2024 indtog Knudsen hovedrollen i Gustav Møllers drama Vogter, som fængselsbetjenten Eva, der pludselig står foran sin søns morder (Sebastian Bull) i fængslet, hvor hun arbejder. For sin rolle som hævngerrige mor, vandt Knudsen Bodilprisen for bedste hovedrolle i 2025.

## Privat
Knudsen har altid værnet om sit privatliv og har aldrig offentliggjort at være i et forhold. Hun har en søn, Louis Ray Knudsen (f. 2004).

## Udvalgte priser og nomineringer
| År   | Nominerede værk                    | Kategori                                                                                                | Resultat  |
| ---- | ---------------------------------- | --- | --------- |
| 1998 | Let's get lost                     | Bodilprisen for bedste kvindelige hovedrolle                                                            | Vundet    |
| 1998 | Let's get lost                     | Robert for årets kvindelige hovedrolle                                                                  | Vundet    |
| 2000 | Den eneste ene                     | Bodilprisen for bedste kvindelige hovedrolle                                                            | Vundet    |
| 2000 | Den eneste ene                     | Robert for årets kvindelige hovedrolle                                                                  | Vundet    |
| 2002 | Monas Verden                       | Bodilprisen for bedste kvindelige hovedrolle                                                            | Nomineret |
| 2004 | Se til venstre, der er en Svensker | Robert for årets kvindelige hovedrolle                                                                  | Nomineret |
| 2007 | Efter brylluppet                   | Bodilprisen for bedste kvindelige hovedrolle                                                            | Nomineret |
| 2007 | Efter brylluppet                   | Robert for årets kvindelige hovedrolle                                                                  | Nomineret |
| 2007 | Efter brylluppet                   | Zulu Award for Årets danske skuespillerinde                                                             | Vundet    |
| 2009 | Blå mænd                           | Zulu Award for Årets danske kvindelige birolle                                                          | Vundet    |
| 2011 | Parterapi                          | Zulu Award for Årets danske skuespillerinde                                                             | Vundet    |
| 2011 | Borgen                             | Golden Nymph Award for Outstanding Actress - Drama Series                                               | Vundet    |
| 2012 | Borgen                             | BAFTA Award for Best International (delt med Adam Price og flere)                                       | Vundet    |
| 2012 | Borgen                             | Emmy Award for Best Performance by an Actress                                                           | Nomineret |
| 2015 | Kapgang                            | Bodilprisen for bedste kvindelige birolle                                                               | Nomineret |
| 2015 | Kapgang                            | Robert for årets kvindelige hovedrolle                                                                  | Nomineret |
| 2016 | Hermelinen                         | César Award for Best Supporting Actress                                                                 | Vundet    |
| 2017 | Kvinden fra Brest                  | César Award for Best Actress                                                                            | Nomineret |
| 2017 | Westworld                          | Screen Actors Guild Award for Outstanding Performance by an Ensemble in a Drama Series (delt med flere) | Nomineret |
| 2017 | Westworld                          | Zulu Award for Årets danske skuespiller                                                                 | Nomineret |
| 2021 | Kød & Blod                         | Bodilprisen for bedste kvindelige birolle                                                               | Vundet    |
| 2021 | Kød & Blod                         | Robert for årets kvindelige birolle                                                                     | Nomineret |
| 2021 | Undtagelsen                        | Bodilprisen for bedste kvindelige birolle                                                               | Nomineret |
| 2021 | Undtagelsen                        | Robert for årets kvindelige birolle                                                                     | Nomineret |
| 2022 | Borgen                             | Rose d'Or for Performance of the Year                                                                   | Vundet    |
| 2023 | Borgen                             | Robert for årets kvindelige hovedrolle - tv-serie                                                       | Nomineret |
| 2025 | Vogter                             | Bodilprisen for bedste hovedrolle                                                                       | Vundet    |

### Øvrige
Den 13. september 2012 modtog Knudsen Lauritzen-prisen for "Bedste kvindelige skuespiller" og de medfølgende 250.000 kr. ved Lauritzen Fondens uddeling i Skuespilhuset i København. Hun modtog prisen sammen med skuespiller Nikolaj Lie Kaas.
Den 7. oktober 2014 blev Knudsen udnævnt til Chevalier (ridder) af den franske kunst- og litteraturorden, Ordre des Arts et des Lettres for sin mangfoldige og flotte karriere som skuespiller, og særligt sin rolle som Birgitte Nyborg Christensen i dramaserien Borgen. Knudsen fik overrakt ordenen på den franske ambassade på Thotts Palæ i København af den franske ambassadør François Zimeray.
Den 21. april 2022 blev Knudsen udnævnt til ridder af Dannebrog af Dronning Margrete 2., og modtog et ridderkors.

## Filmografi
| År   | Titel                              | Rolle                  |
| ---- | ---------------------------------- | ---------------------- |
| 1997 | Let's get lost                     | Julie                  |
| 1998 | Motello                            | Julie                  |
| 1999 | Den eneste ene                     | Sus                    |
| 1999 | Mifunes sidste sang                | Bibbi                  |
| 2000 | Max                                | Sarah 'Max' Engell     |
| 2000 | Mirakel                            | Mona Petersen          |
| 2001 | Monas Verden                       | Mona                   |
| 2001 | Fukssvansen                        | Rita                   |
| 2003 | Se til venstre, der er en svensker | Katrine                |
| 2004 | Villa Paranoia                     | Olga Holmgård          |
| 2004 | Fakiren fra Bilbao                 | Louise                 |
| 2006 | Efter brylluppet                   | Helene Hansson         |
| 2007 | Til døden os skiller               | Bente Bundgaard        |
| 2008 | Blå mænd                           | Lotte Markman          |
| 2009 | Over gaden under vandet            | Anne                   |
| 2010 | Parterapi                          | Puk Agerbo             |
| 2012 | Sover Dolly på ryggen?             | Sandra                 |
| 2014 | The Duke of Burgundy               | Cynthia                |
| 2014 | Kapgang                            | Lizzi                  |
| 2015 | Hermelinen                         | Ditte Lorensen-Coteret |
| 2016 | A Hologram for the King            | Hanne                  |
| 2016 | Inferno                            | Elizabeth Sinskey      |
| 2016 | Kvinden fra Brest                  | Irène Frachon          |
| 2017 | Den evige vej                      | Sara                   |
| 2018 | In Fabric                          | Jill                   |
| 2019 | Askeladden - I Soria Moria slott   | Ohlmann                |
| 2019 | The Translators                    | Helene Tuxen           |
| 2019 | Undtagelsen                        | Anne-Lise              |
| 2020 | Kød og blod                        | Bodil                  |
| 2022 | Juste ciel!                        | Søster Josephine       |
| 2023 | Club Zero                          | Ms Dorset              |
| 2023 | Ehrengard: Forførelsens kunst      | Hertuginde             |
| 2024 | Vogter                             | Eva                    |

### Serier
| År        | Titel                     | Rolle                       | Noter                                             |
| --------- | ------------------------- | --------------------------- | ------------------------------------------------- |
| 1995      | Juletestamentet           | Mercedes                    |                                                   |
| 1996      | Charlot og Charlotte      | Helle                       |                                                   |
| 1997      | TAXA                      | Milla                       |                                                   |
| 1997-98   | Strisser på Samsø         | Hanne                       |                                                   |
| 1998      | Drengen de kaldte Kylling | Sandys mor                  |                                                   |
| 2004      | Beviset                   | Nina Kutpreka               |                                                   |
| 2014      | 1864                      | Johanne Louise Heiberg      |                                                   |
| 2016      | Westworld                 | Theresa Cullen              |                                                   |
| 2017      | Electric Dreams           | Jill                        |                                                   |
| 2018      | The Simpsons              | Dansk kvinde                | sæson 29, episode 20 "Throw Grampa from the Dane" |
| 2019      | The Accident              | Harriet Paulsen             |                                                   |
| 2020      | Roadkill                  | Madeleine Halle             |                                                   |
| 2021      | Ted Lasso                 | Bridget (stemme)            |                                                   |
| 2010-2022 | Borgen                    | Birgitte Nyborg Christensen |                                                   |
| 2023      | Agent                     | Sig selv                    |                                                   |